# Marcenais
Marcenais ist eine französische Gemeinde mit 839 Einwohnern (Stand: 1. Januar 2022) im Département Gironde in der Region Nouvelle-Aquitaine. Sie gehört zum Arrondissement Blaye und zum Kanton Le Nord-Gironde. Die Einwohner werden Cavignacais genannt.

## Geografie
Marcenais liegt etwa 30 Kilometer nordöstlich von Bordeaux und 25 Kilometer ostsüdöstlich von Blaye. Die Saye begrenzt die Gemeinde im Nordosten. Umgeben wird Marcenais von den Nachbargemeinden Laruscade im Norden, Tizac-de-Lapouyade im Osten, Périssac im Südosten, Saint-Genès-de-Fronsac im Süden, Salignac im Südwesten sowie Marsas im Westen.

## Bevölkerungsentwicklung
| Jahr                       | 1962 | 1968 | 1975 | 1982 | 1990 | 1999 | 2009 | 2020 |
| Einwohner                  | 388  | 389  | 359  | 522  | 527  | 595  | 683  | 821  |
| Quellen: Cassini und INSEE |      |      |      |      |      |      |      |      |

## Sehenswürdigkeiten
- Kirche der Tempelritter aus dem 12. Jahrhundert (Monument historique) mit Skulptur Madonna mit Kind aus dem Mittelalter

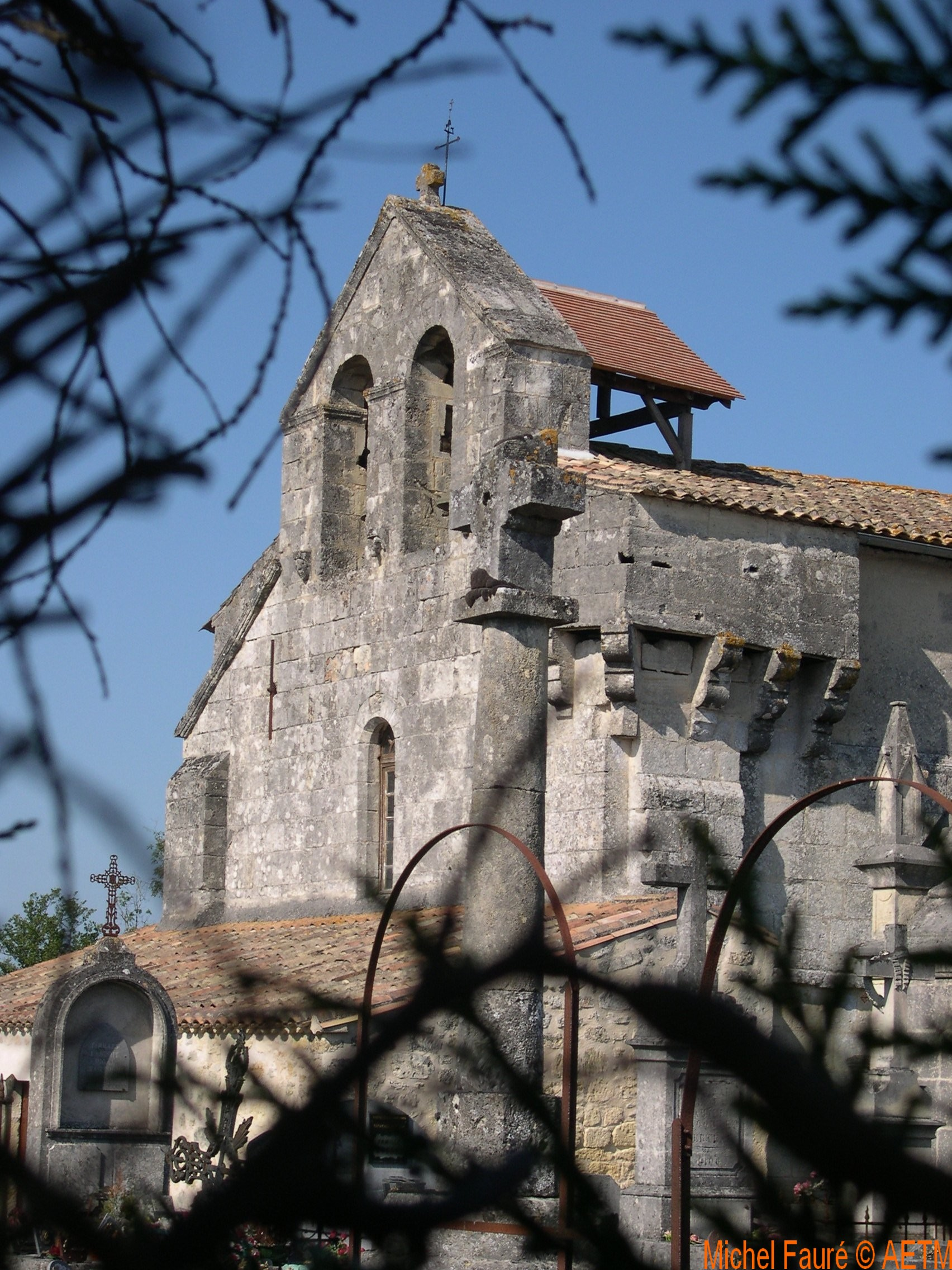
Kirche von Marcenais